# Brđani Sokolovački
Brđani Sokolovački falu Horvátországban Kapronca-Kőrös megyében. Közigazgatásilag Sokolovachoz tartozik.

## Fekvése
Kaproncától 12 km-re délnyugatra, községközpontjától 6 km-re délkeletre a Bilo hegyei között fekszik.

## Története
1880-ban 105, 1910-ben 140 lakosa volt. Trianonig Belovár-Kőrös vármegye Kaproncai járásához tartozott. 2001-ben a falunak 63 lakosa volt.

## Külső hivatkozások
Sokolovac község hivatalos oldala